# Черчемаджоре
Черчемаджо̀ре (на италиански: Cercemaggiore) е малко градче и община в Централна Италия, провинция Кампобасо, регион Молизе. Разположено е на 930 m надморска височина. Населението на общината е 4043 души (към 2010 г.).